# Cujoši Kitazawa
Cujoši Kitazawa (* 10. srpen 1968) je bývalý japonský fotbalista.

## Reprezentace
Cujoši Kitazawa odehrál 58 reprezentačních utkání. S japonskou reprezentací se zúčastnil Mistrovství Asie ve fotbale 1992.

## Statistiky
| Japonsko | Japonsko | Japonsko |
| Roky     | Záp.     | Góly     |
| -------- | -------- | -------- |
| 1991     | 2        | 0        |
| 1992     | 11       | 1        |
| 1993     | 4        | 0        |
| 1994     | 7        | 1        |
| 1995     | 14       | 1        |
| 1996     | 5        | 0        |
| 1997     | 11       | 0        |
| 1998     | 3        | 0        |
| 1999     | 1        | 0        |
| Celkem   | 58       | 3        |